# Col de Sant'Antonio
Le col de Sant'Antonio (passo di Sant'Antonio, passo del Zovo ou passo di Monte Zovo en italien, pàso de San Antòne en ladin cadorino, passu d Sant'Antoni en ladin comelican) est un col alpin situé à 1 476 m d'altitude sur la route provinciale 532. Il relie Padola dans le val Comelico à Auronzo di Cadore dans le Cadore.

## Histoire
D'une importance fondamentale jusqu'à la Première Guerre mondiale, il a perdu de son importance compte tenu de la construction d'une route dans l'étroite vallée du Piave, qui a été remplacée à son tour en 1986 par le tunnel Comelico, où circule actuellement la SS 52 Carnica.